# NGC 2520
NGC 2520 (ook wel NGC 2527) is een open sterrenhoop in het sterrenbeeld Achtersteven. Het hemelobject werd op 9 december 1784 ontdekt door de Duits-Britse astronoom William Herschel.

## Synoniemen
- NGC 2527
- OCL 685
- ESO 430-SC15